# Карме Еліас
Карме Еліас (14 січня 1951, Барселона, Франкістська Іспанія) — іспанська акторка театру і кіно. 

## Вибіркова фільмографія
- Квітка моєї таємниці (1995)
- Дорога (2008)